# Bernard Lambert

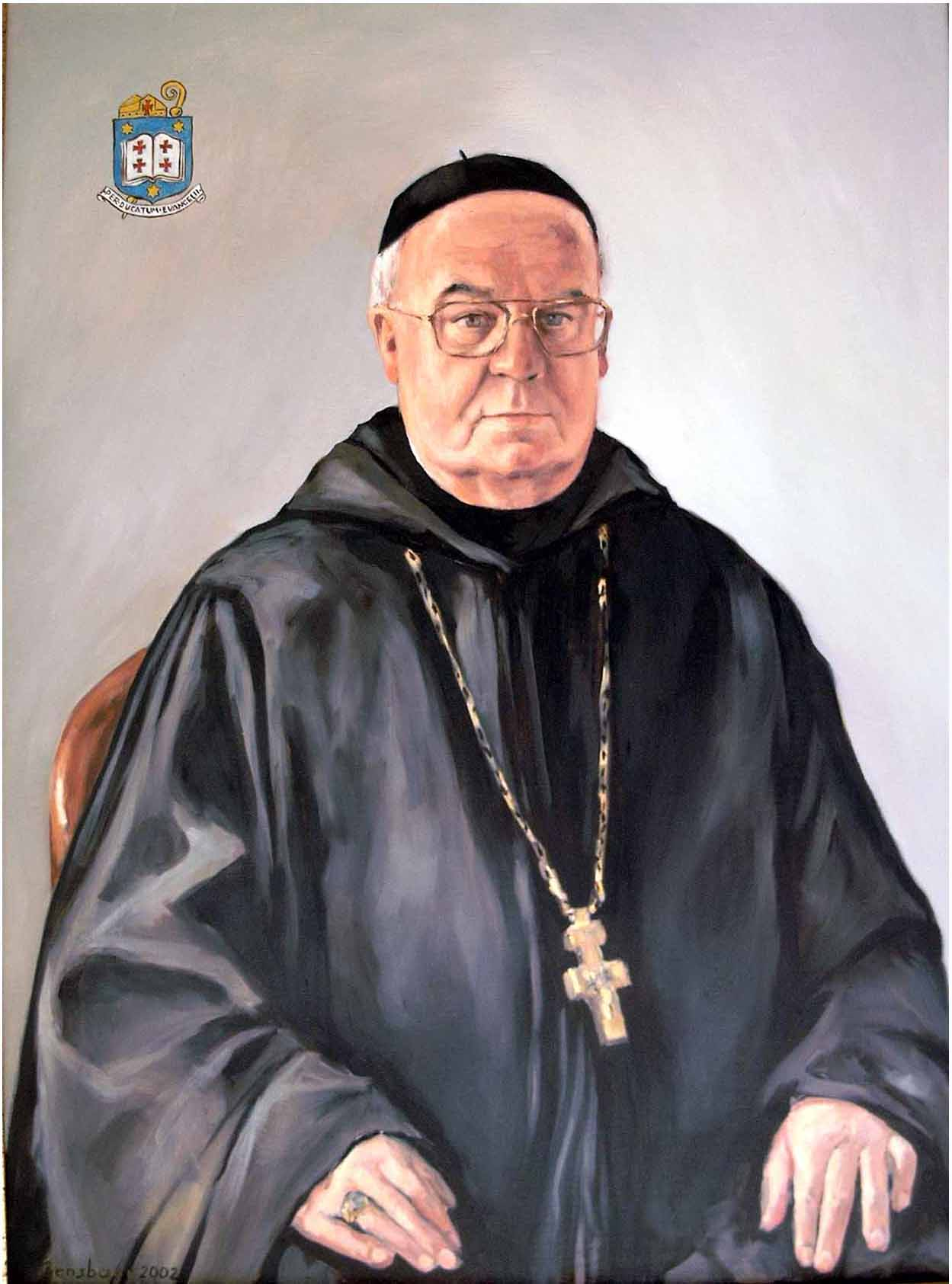
Abt Lambert, portret door Martin Gensbaur

Bernard Maria Lambert (Brugge,  29 juli 1931 - Scheyern, 9 februari 2014) was een Belgisch abt van de abdij van benedictijnen in Scheyern (Beieren).

## Levensloop
Bernard Maria Lambert, wiens geboortenaam Roger was, doorliep de humaniora Latijn-Grieks aan het Brugse Sint-Lodewijkscollege. Hij trad in bij de benedictijnen van de Sint-Pietersabdij. Hij legde de kloostergeloften af in 1951 en werd in 1956 tot priester gewijd. Hij vervulde studiewerk voor het Corpus Christianorum. Buiten de abdij was hij aalmoezenier van een scoutsgroep.
In 1971 ging hij in de abdij van Scheyern aan het daar werkzame Byzantinischen Institut zijn studies verderzetten over de heilige en kerkvader Hiëronymus van Stridon.
De monniken van de abdij van Scheyern maakten met hem kennis. Toen ze er niet in slaagden om, in opvolging van Johannes Maria Hoeck, een monnik uit de eigen abdij tot abt te verkiezen, viel hun keuze op dom Lambert. Op 29 juni 1972 werd hij verkozen en op 19 augustus 1972 ontving hij zijn abtszegening door kardinaal Julius Döpfner. Hij vervulde dit ambt tot in 2001.
Hij was actief in het renoveren van de beschermde abdijgebouwen, meer bepaald van de abdijkerk, de Maria-Hemelvaartkerk, die in 1980 tot basiliek werd verheven.
Onder zijn leiding kende de abdij vooruitgang en kon regelmatig postulanten voor het monnikenleven verwelkomen.
Hij moest anderzijds de in de abdij gevestigde middelbare school met internaat afbouwen en uiteindelijk sluiten, om ze te vervangen door een beroepshogeschool, eveneens met internaat.
Van 1982 tot 2000 was hij moderator voor het gemeenschappelijk noviciaat van de Beierse benedictijnenabdijen. Van 1977 tot 1988 was hij voorzitter van de Commissie voor liturgie van de Beierse benedictijnenabdijen. Van 1994 tot 2003 was hij voorzitter van de Conferentie van Salzburg, een groepering van de benedictijnen uit Duitsland, Oostenrijk, Zwitserland en Zuid-Tirol.
Hij was een schoonbroer van Antoon Hoste, die abt van de Sint-Pietersabdij in Steenbrugge werd.

## Publicatie
- Bibliotheca Hieronymiana manuscripta, 4 vol., Monumenta Patristica, 1969-1972.

## Voetnoot
1. ↑  „Scheyern: Trauer um Altabt“. In: Donaukurier, 11 februari 2014.

- Gemeinsame Normdatei: 1246712059
- Virtual International Authority File: 311440608
- WorldCat: E39PBJbWtKyc9mtdT7G49kbyBP